# Assouplissement quantitatif
L'assouplissement quantitatif (en anglais : quantitative easing, ou QE) est un type de politique monétaire par laquelle une banque centrale rachète massivement de la dette publique ou d'autres actifs financiers afin d'injecter de l'argent dans l'économie et de stimuler la croissance. La banque centrale rachète aux acteurs financiers en principe des titres de dettes, notamment des obligations publiques (titres de dette publique) ou privées (obligations d'entreprise), et dans certaines circonstances des titres adossés à des actifs comme des titres hypothécaires.
Si cette politique monétaire a longtemps été envisagée, elle n'a été appliquée qu'à partir de 2001 par la Banque du Japon afin de redresser l'économie nippone à la suite de la « décennie perdue ». Les crises économiques successives depuis celle de 2008 ont marqué l'avènement d'une utilisation massive et prolongée de cette politique par la Fed, la BCE, la Banque d'Angleterre et de nouveau la Banque du Japon.

## Histoire

### Une politique monétaire japonaise (2001 - 2006)
La première mention écrite de l'expression « quantitative easing » est attribuée à l'économiste allemand Richard Werner (en), professeur d’économie internationale à l'université de Southampton. Travaillant en 1994 à Tokyo, il invente l'expression lors d'une présentation à des investisseurs nippons. Il l'utilise ensuite dans le titre d'un article publié le 2 septembre 1995, dans le Nihon Keizai Shinbun. 
L'expression de Werner désigne une politique monétaire de stimulation économique qui ne repose ni sur les réductions de taux, ni sur les politiques monétaristes conventionnelles telles que l'expansion de la masse monétaire, ni l'accroissement des réserves des banques ou la stimulation des agrégats M2-M3, mais par la « création de crédit ». Cette création se ferait, selon lui, à travers un certain nombre de mesures telles que l’achat de bons du trésor et des prêts directs aux entreprises et au gouvernement par la banque centrale. Il a également suggéré l’achat direct par la banque centrale d'actifs non performants des banques commerciales et des prêts directs aux entreprises et au gouvernement. Werner précisait par ailleurs qu'un certain contrôle de l'utilisation qui était faite de ces crédits était nécessaire pour éviter d'injecter une quantité trop grande d'argent dans des circuits purement spéculatifs.
Le Japon est le premier pays à avoir utilisé l'assouplissement quantitatif en 2001. Le Japon a connu à partir de 1997 une situation monétaire marquée par une longue période déflationniste ; la Banque du Japon après avoir décidé début 2000 de baisser son taux d'intérêt à 0 %, adopte en mars 2001 une politique d'assouplissement quantitatif pour tenter d'accroître les liquidités afin de sortir de la déflation. Le 9 mars 2006, la Banque du Japon renonce officiellement au principe de l'assouplissement quantitatif, les prix ayant augmenté pendant trois mois d'affilée.

### Réponse à la crise dessubprimeset de la zone euro (2008 - 2018)
La crise économique mondiale des années 2008 et suivantes contraint plusieurs grandes banques centrales, originellement réticentes à utiliser ce dispositif, à y recourir. Le Royaume-Uni, puis les États-Unis, et enfin la Suède et la Zone euro s'y résolvent.
La Banque d'Angleterre est contrainte d'utiliser l'assouplissement quantitatif car en 2008, les taux d'intérêt nominaux à court terme sont proches de zéro (0,5 %), empêchant une chute des taux directeurs. Le programme d'assouplissement quantitatif est lancé en mars 2009 et doit durer jusqu'en septembre 2009. Environ 165 milliards de livres sterling d'actifs sont achetés, dont, partiellement, des créances privées sûres. L'enveloppe de l'opération est finalement portée à 375 milliards de livres. Une fois la somme entièrement dépensée, la Banque d'Angleterre prolonge le programme en faisant rouler ses actifs, c'est-à-dire en réinvestissant les sommes qu'elle reçoit en intérêts des actifs qu'elle a précédemment achetés.
Aux États-Unis, la Fed utilise l'assouplissement quantitatif à partir de 2008. Le programme continue dans les années qui suivent, car début novembre 2010, elle décide d'acquérir des titres détenus par des institutions financières américaines à hauteur de 600 milliards de dollars dans le but de favoriser l'accroissement de l'activité économique américaine et réduire les taux d'intérêt de long terme. La politique d'assouplissement quantitatif de la Fed aurait évité à la crise de la dette de provoquer une déflation et plus directement un blocage total du marché interbancaire,. En effet, à l'instant critique, le crédit inter-bancaire menaçait d’être gelé : c'est-à-dire que les banques ne se prêtaient plus entre elles. L'afflux brusque de liquidités a été une bouffée d'air pour le système bancaire au bord de la suffocation. Cette politique d'assouplissement quantitatif fait passer le bilan de la FED de 800 milliards de dollars à plus de 4 000 milliards. Le programme est renouvelé par deux fois (on parle de QE1, QE2, et QE3) et se termine en octobre 2014. La normalisation du bilan de la Fed a commencé fin 2017.

#### En zone euro
La Banque centrale européenne a également lancé différents programmes d'assouplissement quantitatif à partir de 2008, dont le Covered Bond Purchase Programme (CBPP1) le 2 juillet 2009. Le programme original s'achève en juin 2010 avec 60 milliards d'euros de rachats. 
En réponse à la crise grecque, un nouveau programme de rachat d'actif (Securities Market Programme ou SMP) est activé en mai 2010 et puis en novembre 2011 afin de contenir l'augmentation des spreads entre les taux de la dette des pays du Sud et du Nord. Bien que ce programme consiste à racheter massivement des obligations souveraines, le président de la BCE Jean-Claude Trichet insiste à l'époque pour dire que le programme n'est pas de l'assouplissement quantitatif car les opérations sont "stérilisées" par l'absorption de liquidités sur les marchés.
Ce n'est qu'en 2015, sous l'égide de Mario Draghi, que la BCE lance officiellement un programme d'assouplissement quantitatif. Le 22 janvier 2015, la BCE annonce le lancement du "Asset Purchase Programme" qui inclut le rachat de dettes souveraine de tous les pays de la zone euro au rythme de 60 milliards d'euro par mois pendant initialement 18 mois. Ce programme a été plusieurs fois prolongé et représentait en février 2021 près de 2500 milliards d'euros.

### Pendant la crise de la pandémie de Covid-19 (2020 - ...)
La pandémie de Covid-19 provoque une récession économique mondiale qui contraint les banques centrales à une réaction rapide afin de limiter les effets négatifs des chocs négatifs de demande et d'offre. La Fed, la BoE, la BCE et la BOJ mettent en place de vastes programmes de rachats de dette, comme le Pandemic Emergency Purchase Programme européen.

## Fonctionnement

### Circonstances justifiant l'assouplissement quantitatif
Les banques centrales n'ont recours à l'assouplissement quantitatif que lorsqu'elles font face à une situation exceptionnelle, dans laquelle elles n'arrivent pas à accomplir l'une de leurs principales missions, celle d'un contrôle de l'inflation (stabilité monétaire). L'assouplissement quantitatif est, de fait, utilisé lors des crises économiques.
Cette situation reflète les limites des instruments monétaires conventionnels et leur incapacité à relancer la demande de crédits, même avec des taux directeurs proches de 0 % (phénomène de taux plancher zéro). Cette situation, parfois appelée trappe à liquidité se caractérise par le fait que les taux directeurs sont au plus bas mais que l'inflation stagne, voire diminue. Dans une telle situation, les outils traditionnels se révèlent donc inefficaces : une baisse supplémentaire des taux a peu de chance d'être efficace, car les opportunités d'investissement sont trop peu nombreuses (avec les taux bas, les rendements sont également à la baisse). 
Sans hausse du crédit bancaire, l'activité économique stagne, ainsi que l'inflation. Avec l'assouplissement quantitatif, la banque centrale cherche donc à augmenter la quantité de monnaie détenue par les banques (et par conséquent à diminuer les taux d'intérêt à moyen et long terme) afin d'inciter le secteur bancaire à prêter davantage aux acteurs économiques. Il s'agit ainsi de corriger une potentielle inversion de la courbe des taux.

### Différence avec les autres opérations conventionnelles et non conventionnelles
Bien que le rachat de titres sur les marchés soit une pratique courante pour les marchés (via les opérations d'open market, ou OOM), le caractère non conventionnel de l'assouplissement quantitatif tient à la taille et la durée du programme, ainsi qu'à la nature des titres financiers achetés : des titres de long-terme et non pas que de court terme, et des titres qui ne sont pas que des bons du Trésor. Les OOM font baisser les taux d'intérêt sur le marché de la dette, tandis que l'assouplissement quantitatif a pour objectif de faire baisser les taux d'intérêt de toute l'économie.
Dans le cadre d'un programme d'assouplissement quantitatif, la banque centrale s'engage à racheter un volume massif d'actifs financiers, pour un temps qui se compte généralement en années. L'effet d'annonce joue donc également un rôle important dans le fonctionnement de cette politique, car les annonces de mise en place d'assouplissement quantitatif sont souvent suivies d'une hausse des marchés.
L'assouplissement quantitatif diffère aussi de l'assouplissement qualitatif en ce que ce dernier vise à modifier la distribution d'actifs disponibles sur les marchés et présents dans le bilan des banques, afin de siphonner les actifs toxiques du système.

### Mécanisme
Une économie croissant grâce aux investissements, eux-mêmes dus aux dépenses, l'assouplissement quantitatif a pour objectif de rétablir les conditions optimales pour que les banques commerciales souhaitent accorder des crédits aux agents économiques. De fait, en rachetant les créances éligibles que vendent les banques, la banque centrale assume une part du risque que les banques commerciales devaient avant supporter. L'assouplissement quantitatif accroît ainsi la quantité de monnaie en circulation ce qui a pour effet en théorie de relancer l'économie. La distribution de crédit permet d'augmenter la masse monétaire, et ainsi, d'atteindre un niveau d'inflation correct.
De manière pratique, l'assouplissement quantitatif se traduit par un gonflement du bilan de la banque centrale, car son actif augmente avec les titres achetés. La monnaie qu'elle utilise pour acheter les titres, qu'elle crée ex nihilo, se rajoute à son passif. Cependant, si l'assouplissement quantitatif est une forme de création monétaire, celle-ci est ciblée vers les marchés financiers sous forme de monnaie banque centrale. 
Les titres rachetés par la banque centrale sont généralement des actifs financiers répondant à des critères d'éligibilité stricts. Ces titres peuvent être notamment des bons du trésor ou des obligations d'entreprise et, dans certaines circonstances, des titres adossés à des actifs tels que des titres hypothécaires. En achetant ces titres, la demande augmente, ce qui pousse leur valeur à la hausse.
Comme le taux d'intérêt sur les obligations est inverse à sa valeur (une obligation dont le remboursement est certain a un taux d'intérêt très faible), les investisseurs sont incités à se détourner des obligations pour investir dans d'autres actifs plus productifs pour l'économie. Il devient ainsi plus intéressant pour une banque commerciale de prêter à des entreprises ou à des particuliers que d'acheter des obligations d’État. Ce faisant, les investisseurs participent à la relance de l'économie, ce qui est le but recherché. La banque centrale tend ainsi à évincer les autres intervenants du marché obligataire pour les conduire à financer les porteurs de projet. Cependant, rien ne garantit que les investisseurs financent l'économie réelle : ils peuvent aussi décider d'utiliser leurs liquidités pour acheter des produits financiers.

### Canaux de transmission
L'assouplissement quantitatif se fonde sur l'activation de différents leviers ou canaux de transmission :
- Le crédit bancaire (selon le processus décrit ci-dessus)
- Le rééquilibrage de portefeuille (l'abondance de liquidités permet de diversifier son portefeuille d'actifs, lesquels voient leur prix monter, ce qui crée un effet richesse)
- Le taux de change (dépréciation de la monnaie due à l'expansion monétaire mais aussi aux achats accrus d'actifs étrangers, ce qui facilite les exportations)
- Effet de signal (la banque centrale envoie aux marchés le signal que sa politique est et restera "accommodante", c'est-à-dire que les taux directeurs resteront bas sur une longue période, ce qui est favorable aux échanges)
- Effet de richesse (résultant du rééquilibrage de portefeuille)
- Effet de liquidité (injection rapide de liquidité dans le système financier)
- Canal budgétaire : l'assouplissement quantitatif permet en principe de faire baisser les taux publics, ce qui diminue la charge des intérêts à rembourser pour les États et leur permet de disposer de plus de ressources fiscales. Par ailleurs, le fait que la banque centrale soit prêteuse en dernier ressort rassure le marché de la dette et évite des situations d'emballement préjudiciables. De plus, l'assouplissement quantitatif permet aussi implicitement de rendre les déficits plus supportables, car la banque centrale nationale reverse alors à son État les intérêts de la dette qu'elle a achetée.

## Débats autour de l'assouplissement quantitatif

### Efficacité réelle de l'assouplissement quantitatif
Bien que l'assouplissement quantitatif ait contribué à pousser les taux d'intérêts à la baisse sur les marchés, cela n'a pas vraiment conduit à la relance de l'inflation au niveau de 2 % souhaité par les banques centrales. L'efficacité réelle de l'assouplissement quantitatif à atteindre un taux d'inflation déterminé est donc contestée. 
Ainsi, en 2016, Raghuram Rajan, gouverneur de la banque centrale indienne, estime que l'assouplissement quantitatif fait partie de plus en plus du problème plutôt que de sa solution. En dépit de taux d'intérêt faibles à des niveaux records dans de nombreux pays industrialisés, le niveau de la demande d'ensemble reste déprimé, et dans certains endroits les taux d'épargne ont en fait augmenté, ce qui est contraire à la théorie selon laquelle les taux ultra-bas stimulent les dépenses.
De nombreux économistes keynésiens estiment que les banques centrales ne peuvent, à elles seules, stimuler la reprise économique, surtout lorsque les politiques budgétaires menées par les États apparaissent restrictives. Selon les partisans de la théorie de l'offre de monnaie endogène, et notamment les économistes post-keynésiens Nicholas Kaldor et Jacques Le Bourva, l'initiative de la création monétaire revient aux banques commerciales - ou de second rang - qui font face aux demandes de crédits des agents économiques, ménages et entreprises : dans cette optique, les banques centrales ne font que refinancer passivement les banques commerciales qui en font la demande, et les autorités monétaires semblent être des "monarques constitutionnels", sans réelles marges de manœuvre. 
Par ailleurs, les études des banques centrales sont accusées d'avoir un biais d'optimisme sur l'efficacité de l'assouplissement quantitatif. Ainsi une étude publiée en 2020 conclut que les travaux sur l'efficacité de l'assouplissement quantitatif menées par des chercheurs de banques centrales sont plus optimistes sur l'impact de l'assouplissement quantitatif que leurs homologues chercheurs universitaires indépendants. Les chercheurs ne concluent cependant pas que les études de la banque centrale sont biaisées. Selon eux, les banques centrales peuvent être incitées à considérer leurs propres politiques d'un regard peu critique, mais veulent également préserver leur crédibilité,.

### Effets secondaires de l'assouplissement quantitatif

#### Gonflement du prix des actifs et risques d'inflation
Certains économistes ont mis en avant le risque pour l'assouplissement quantitatif de provoquer de l'inflation en vertu de la théorie quantitative de la monnaie, ou de favoriser les bulles spéculatives. Cette conséquence inflationniste de l'assouplissement quantitatif est parfois remise en cause par les keynésiens. Il y a peu d'augmentation de l'inflation, car la vitesse de circulation de la monnaie n'augmente pas, la nouvelle augmentation de la masse monétaire étant dirigée principalement vers les marchés financiers ou augmentant simplement le bilan de la banque centrale.
Cependant, selon d'autres économistes, cette inflation se mesurerait principalement par l'augmentation des prix des matières premières telles que le pétrole, l'or, ou les produits agricoles. D'autres économistes estiment au contraire que l'or, non contrôlé par les institutions, ne serait pas affecté par cette hyperinflation.
La Hong Kong Monetary Authority remarquait ainsi en avril 2020 que l'assouplissement quantitatif mené face à la crise sanitaire pourrait provoquer une inflation élevée du fait du choc d'offre (baisse de la production) induite par la disruption des chaînes d'approvisionnement mondiales. L'économiste en chef de la Banque d'Angleterre a également déclaré que si l'inflation au Royaume-Uni résultait en grande partie de l'augmentation des prix de gros du gaz en Europe, les politiques d'assouplissement quantitatif avaient pu aggraver la situation.

#### Augmentation des inégalités
L'assouplissement quantitatif creuse mécaniquement les inégalités car il réduit les taux d'intérêt, rémunération des épargnants, et fait gonfler le prix des actifs, rémunération des détenteurs d'actifs financiers. Une étude de la Banque d'Angleterre en 2012 reconnaît ainsi, dans un rapport destiné au Parlement britannique, que sa politique de rachats d'actifs a eu pour effet d'augmenter la richesse des 5 % de citoyens les plus riches, par le gonflement du prix de certains actifs financiers détenus par ces derniers.
Le financier Thomas Friedberger estime qu'« excepté la réforme fiscale américaine de 2017, peu de gouvernements ont tenté quoi que ce soit pour accompagner efficacement la transmission de ces politiques monétaires accommodantes dans l’économie réelle, précipitant aussi un accroissement des inégalités entre une population « proche des marchés financiers », c’est-à-dire ayant une capacité d’endettement, et une autre qui, n’ayant pas accès aux marchés financiers, est composée de personnes sans emploi ou de salariés sans capacité d’épargne forte ».
Certains économistes ont souligné que la baisse du taux d'intérêt (et donc, du taux de rendement) des actifs heurte également les détenteurs d'actifs financiers, en même temps que les petits épargnants. Toutefois, les études sur le sujet montrent que la perte liée à la baisse du rendement est plus que compensée par les gains liés à la hausse des prix, creusant les inégalités.

#### Aggravation de la crise climatique
L'achat par les banques centrales d'actifs financiers d'entreprises ayant un impact environnemental néfaste a été critiqué par certaines ONG. Certaines études estiment que près de 60 % des obligations d'entreprises rachetées par la BCE profitent aux entreprises les plus polluantes et émettrices de carbone,,,. En réaction, le Parlement européen a adopté des résolutions sur le sujet et demandé à la BCE de prendre en compte ces considérations dans ses programmes d'achat,.
La Banque fédérale d'Allemagne a répondu à ces demandes en soulignant qu'elles devaient, pour avoir une efficacité maximale et éviter les distorsions, suivre le principe de neutralité du marché, et ainsi s'abstenir de choix discrétionnaires lors de la sélection des obligations sur le marché. Cependant, en 2020, la présidente de la BCE, Christine Lagarde, et d'autres banquiers centraux, ont proposé d'abandonner la logique de neutralité du marché dans le cadre environnemental. Isabel Schnabel, membre du directoire de la BCE, a par exemple déclaré qu'« en présence de défaillances du marché, la neutralité du marché peut ne pas être la référence appropriée pour une banque centrale lorsque le marché en lui-même n'atteint pas des résultats efficaces ». Plusieurs banques centrales (dont la BCE, la Banque d'Angleterre et la Banque de Suède) ont annoncé leur intention d'intégrer des critères climatiques dans leurs programmes d'assouplissement quantitatif.

### Ralentissement de la reprise
L'assouplissement quantitatif a été critiqué dans une étude de la Banque des règlements internationaux de 2016, qui soulignait que, en améliorant les conditions de financement des acteurs bancaires et publics, il n'incitait pas les agents économiques à procéder à un nettoyage de leur bilan bancaire et à un assainissement de leurs positions financières. Cela augmenterait le risque de banques zombies.

### Propositions alternatives
Les programmes d'assouplissement quantitatif de la BCE ont été critiqués dans la mesure où ils n'ont fait augmenter l'inflation que modérément. Face à cet échec, des économistes et commentateurs tels que Anatole Kaletsky ont relancé l'idée de la monnaie hélicoptère (« QE for the people »). Une telle opération permettrait à la banque centrale de verser de la monnaie centrale directement sur les comptes bancaires des agents économiques, contournant la transmission du programme par les banques secondaires. 
L'idée a été médiatisée en mars 2016, après que Mario Draghi, président de la Banque centrale européenne, a déclaré en conférence de presse qu'il jugeait le concept « très intéressant ». Interrogé sur ce sujet, le chef économiste de la BCE, le belge Peter Praet déclara également que « toute banque centrale pouvait le faire ». 
L'idée a été soutenue par des anciens banquiers centraux Stanley Fischer et Philipp Hildebrand et en France par le président de l'OFCE Xavier Ragot et divers économistes tels que Jean Pisani-Ferry et Jézabel Couppey-Soubeyran. Elle est également portée au niveau européen par des députés européens tels que Philippe Lamberts, Domenec Ruiz Devesa, Pedro Marques et Aurore Lalucq, et par l'association européenne Positive Money Europe,. En 2020, Christine Lagarde affirmait néanmoins que l'idée n'avait pas été étudiée par la BCE. 

### Légalité de l'assouplissement quantitatif en zone euro
En zone euro, la mise en place de l'assouplissement quantitatif depuis 2015 par la BCE a été vivement accusée d'outrepasser le cadre légal européen, et notamment de violer l'interdiction de financement monétaire des États par la BCE tel que défini à l'article 123 du TFUE. Plusieurs décisions de justice ont confirmé l'action de la BCE comme étant légale, tout en fixant des limites à la BCE.